# 怀德府
怀德府，元朝时设置的府。属于四川等处行中书省。在今重庆市秀山土家族苗族自治县、酉阳土家族苗族自治县。
宋朝属于思州羁縻，元朝怀德府领四州：来宁州、柔远州、酉阳州（今重庆市酉阳土家族苗族自治县）、服州。明朝属于重庆卫。